# Fear No Evil (альбом Grim Reaper)
Fear No Evil («не убоюсь зла») — второй студийный альбом  британской хеви-метал-группы Grim Reaper, выпущенный в 1985 году. В Великобритании распространялся через независимый лейбл Ebony Records, а в остальном мире — через RCA Records. Альбом занял 111 место в американском чарте Billboard 200.

## Об альбоме
Fear No Evil стал первым для барабанщика Марка Саймона, заменившего Ли Харриса, который ушёл из группы в 1984 году.
Американская дэт-метал-группа Dying Fetus переиграла интро песни «Final Scream» для своего мини-альбома 2000 года Grotesque Impalement. В их версии имя «Майкл» было заменено на «Дэйви».

## Список композиций
Все песни написаны Ником Боукоттом и Стивом Гримметом.
1. «Fear No Evil» — 3:59
2. «Never Coming Back» — 3:32
3. «Lord of Darkness (Your Living Hell)» — 2:59
4. «Matter of Time» — 4:14
5. «Rock and Roll Tonight» — 4:03
6. «Let the Thunder Roar» — 4:05
7. «Lay It on the Line» — 4:08
8. «Fight for the Last» — 2:59
9. «Final Scream» — 5:28

## Участники записи
- Стив Гримметт — вокал
- Ник Боукотт — гитара
- Дейв Вонклин — бас-гитара
- Марк Саймон — барабаны

Производство
- Дэррил Джонтсон — продюсер, инженер
- Хоуи Вейнберг — мастеринг
- Ким Сибоурн — оформление

## Чарты
| Год  | Чарт                | Позиция |
| ---- | ------------------- | ------- |
| 1985 | Billboard 200 (США) | 111     |